# US Open 2020/Herrendoppel-Rollstuhl
Das Herrendoppel (Rollstuhl) der US Open 2020 war ein Rollstuhltenniswettbewerb in New York City und fand vom 10. bis zum 13. September statt.
Vorjahressieger waren Alfie Hewett und Gordon Reid, die ihren Titel erfolgreich verteidigen konnten.

## Setzliste
| Nr. | Paarung                        | Erreichte Runde |
| --- | ------------------------------ | --------------- |
| 01. | Alfie Hewett Gordon Reid       | Sieg            |
| 02. | Stéphane Houdet Nicolas Peifer | Finale          |

## Hauptrunde
Zeichenerklärung
- Q = Qualifikant
- WC = Wildcard
- LL = Lucky Loser
- ITF = qualifiziert über ITF-Ranking
- ALT = alternate (Ersatz)
- PR = Protected Ranking
- SE = Special Exempt
- r = retired (Aufgabe)
- d = Disqualifikation
- w.o. = walkover
- [ ] = Match-Tie-Break

|  | Halbfinale | Halbfinale                       | Halbfinale | Halbfinale | Halbfinale |  |  | Finale | Finale                         | Finale | Finale | Finale |
|  |            |                                  |            |            |            |  |  |        |                                |        |        |        |
|  |            |                                  |            |            |            |  |  |        |                                |        |        |        |
|  | 1          | Alfie Hewett Gordon Reid         | 6          | 6          |            |  |  |        |                                |        |        |        |
|  |            | Gustavo Fernández Shingo Kunieda | 3          | 3          |            |  |  |        |                                |        |        |        |
|  |            |                                  |            |            |            |  |  | 1      | Alfie Hewett Gordon Reid       | 6      | 6      |        |
|  |            |                                  |            |            |            |  |  | 2      | Stéphane Houdet Nicolas Peifer | 4      | 1      |        |
|  |            | Joachim Gérard Casey Ratzlaff    | 2          | 1          |            |  |  |        |                                |        |        |        |
|  | 2          | Stéphane Houdet Nicolas Peifer   | 6          | 6          |            |  |  |        |                                |        |        |        |
|  |            |                                  |            |            |            |  |  |        |                                |        |        |        |